# Émile Langlade
Œuvres principales
- La Marchande de modes de Marie-Antoinette (1911)
- Artistes de mon temps (1933-1938)

Émile Langlade, né le 20 décembre 1863 à Boulogne-sur-Mer (Pas-de-Calais) et mort le 19 septembre 1939 à La Chapelle-sur-Loire (Indre-et-Loire), est un homme de lettres, poète et critique d'art français, qui s'attache à diffuser l'œuvre d'artistes nordistes.

## Biographie
Étienne Émile Langlade nait le 20 décembre 1863 à Boulogne-sur-Mer de Benoîte Bastien et de Jean-Baptiste Langlade, percepteur, décédé quelques mois plus tôt. Il est élève au lycée Stanislas à Paris. Il épouse en 1888 à Paris (16e), alors qu'il est commis des douanes et domicilié à Neuilly, Marie Louise Amélie Chappe.
Tout en travaillant dans l'administration des douanes, il écrit de la poésie. Il reçoit en 1897 le 1er prix de la société artistique et littéraire des Rosati de Paris pour Le Rêve d'or, et publie La plante merveilleuse de Tintagel en 1901.
Il écrit à partir de 1899 et jusque 1913 au moins de nombreux articles pour La Revue Septentrionale, organe officiel de l'association arrageoise des Rosati (refondée en 1895 à Paris par René Brisy dit Le Cholleux), qui joue un rôle important dans la prise de conscience de l'identité septentrionale d'artistes, écrivains, historiens, journalistes originaires du Nord de la France. Il y est chargé en particulier du compte-rendu des salons artistiques.
Il travaille également pour la presse quotidienne locale et des revues à caractère régionaliste. Il succède en 1903 à son confrère Félix de Monnecove à la rédaction des Salons parisiens pour le Courrier du Pas-de-Calais.
À partir de 1909 il est secrétaire de l'Association de la Critique littéraire. En 1910 il reçoit un rappel de médaille d'or de l'Académie nationale des sciences, belles lettres et arts de Bordeaux pour un ouvrage sur Jean Bodel, arrageois considéré comme un des premiers poètes français. Il est nommé Officier de l'Instruction publique la même année. En 1911 son livre sur la "ministre des modes" de Marie-Antoinette, Rosa Bertin, elle aussi originaire du Nord, reçoit un important succès critique.
En 1926 il est membre du Syndicat de la presse artistique. Il demeure 5 Allée d'Orgemont à Sannois (Val d'Oise).
Son épouse décède en 1928. Il s'attelle en 1929 à son oeuvre en quatre volumes Artistes de mon temps, qui évoque nombre de peintres, sculpteurs ou graveurs parfois "secondaires" mais aujourd'hui redécouverts. La majorité, mais pas la totalité, des artistes évoqués ont un lien avec le Nord de la France ou la Belgique; mais sur près de 70 monographies réalisées, seules cinq concernent des femmes.
Il est réélu chancelier des Rosati en 1929. Pierre Turin réalise une médaille à son effigie en 1930, portant au verso la rose symbole de l'association des Rosati. Maurice Quentin Point expose son portrait au Salon de 1931.
Dans les années 1930 il participe à une série d'émissions culturelles sur Radio-France, au cours desquelles il présente des biographies de peintres et de sculpteurs.
En 1933 il est domicilié 10 rue Barbès à Montrouge.
Il meurt le 19 septembre 1939 à La Chapelle sur Loire.

## Ouvrages
- Les Propylées, poèmes, Tallandier, Paris 1902.
- À travers la haine, poèmes dramatiques, de Rudeval éd., Paris 1904[19].
- Jean Bodel, avec des commentaires sur le congé de Claude Fastoul, de Rudeval éd., Paris 1910.
- La Marchande de modes de Marie-Antoinette, Rosa Bertin, Albin Michel, Paris 1911[11].
- La Cité triomphale, Jouve, Paris 1915.
- Les Salons de la Société Nationale des Beaux-Arts et de la Société des Artistes français et les artistes Artésiens en 1926, Nouvelle société anonyme du Pas-de-Calais, Arras 1926.
- Artistes de mon temps, 4 volumes, INSAP, Arras, 1933-1938 sur Gallica.